# Baía de Copano
A Baía de Copano (em inglês:  Copano Bay), próxima a Rockport nos condados de Refugio e Aransas, é uma extensão da Baía de Aransas (28° 07' N, 97° 07' W). A baía foi primeiramente explorada em 1766 por Diego Ortiz Parrilla, que a chamou de Santo Domingo, mas após o porto de Copano ter sido estabelecido em 1785 e nomeado a partir dos índios Copane que habitavam a região, a baía passou a ser conhecida como Baía de Copano.